# Crisuliporidae
Crisuliporidae is een monotypische familie van mosdiertjes (Bryozoa) uit de orde van de Cyclostomatida.

## Geslacht
- Crisulipora Robertson, 1910